# Kanton Millas
Millas is een voormalig kanton van het Franse departement Pyrénées-Orientales. Het kanton maakte deel uit van het arrondissement Perpignan. Het werd opgeheven bij decreet van 26 februari 2014 met uitwerking op 22 maart 2015.

## Gemeenten
Het kanton Millas omvatte de volgende gemeenten:
- Corbère
- Corbère-les-Cabanes
- Corneilla-la-Rivière
- Le Soler
- Millas (hoofdplaats)
- Néfiach
- Pézilla-la-Rivière
- Saint-Féliu-d'Amont
- Saint-Féliu-d'Avall